# Cyklostezka Do Prahy na kole
Cyklostezka Do Prahy na kole je 14,3 kilometrů dlouhá cyklotrasa většinou vedená jako stezka pro cyklisty. Vede ze středočeských Mnichovic přes Všestary, Světice, Říčany až do pražských Kolovrat. Její výstavba byla dokončena v roce 2020 a vyšla na přibližně 150 milionů korun. Celkem 90 % nákladů pokryly účelové dotace Evropského fondu pro regionální rozvoj. Cyklostezka má sloužit jak pro dopravní cyklistiku, tak k rekreaci – po její cestě se nachází odpočívadla a různé výletní cíle. Součástí je 22 přístřešků, 20 informačních tabulí či 30 „ladovských" rozcestníků.